# 배상광불상신안루
《“배상광”불상신안루》(중국어 간체자: “北上广”不相信眼泪, 정체자: 「北上廣」不相信眼淚, 병음: Běi Shàng Guǎng bù xiāngxìn yǎnlèi 베이상광부샹신옌레이[*], 영어: Swan Dive for Love 스완 다이브 퍼 러브[*])는 중국의 텔레비전 드라마.

## 등장 인물
- 마이리(马伊琍) : 판윈(潘芸) 역
- 주아문(朱亚文): 자오샤오량(赵小亮) 역
- 장조휘(張兆輝) : 위더웨이(于德伟) 역
- 장커이(張可頤) : 예자오쥔(叶昭君) 역
- 타오후이(陶慧) : 왕한(汪涵) 역
- 류메이한(刘美含) : 량이(梁伊) 역
- 허우징젠(侯京健) : 난하이(南海) 역